# Theodor Krüger (Musiker)

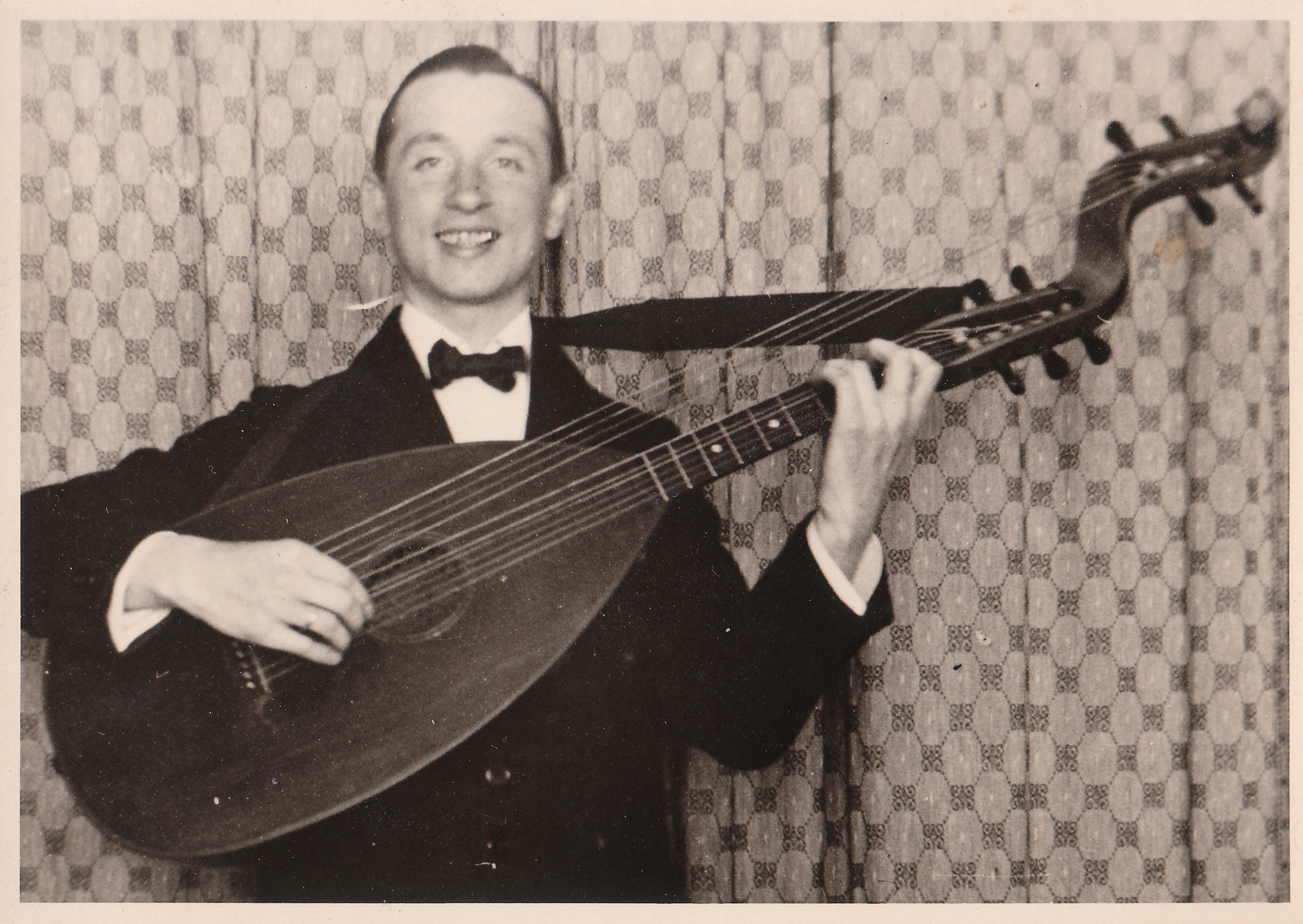
Theodor Krüger mit einer deutschen Basslaute (1920)

Theodor Krüger (* 13. Januar 1891 in Celle, Provinz Hannover; † 28. Dezember 1966 ebenda) war ein deutscher Musiklehrer, Chorleiter, Pianist, Komponist und Autor insbesondere zu historischen Flöten.

## Leben

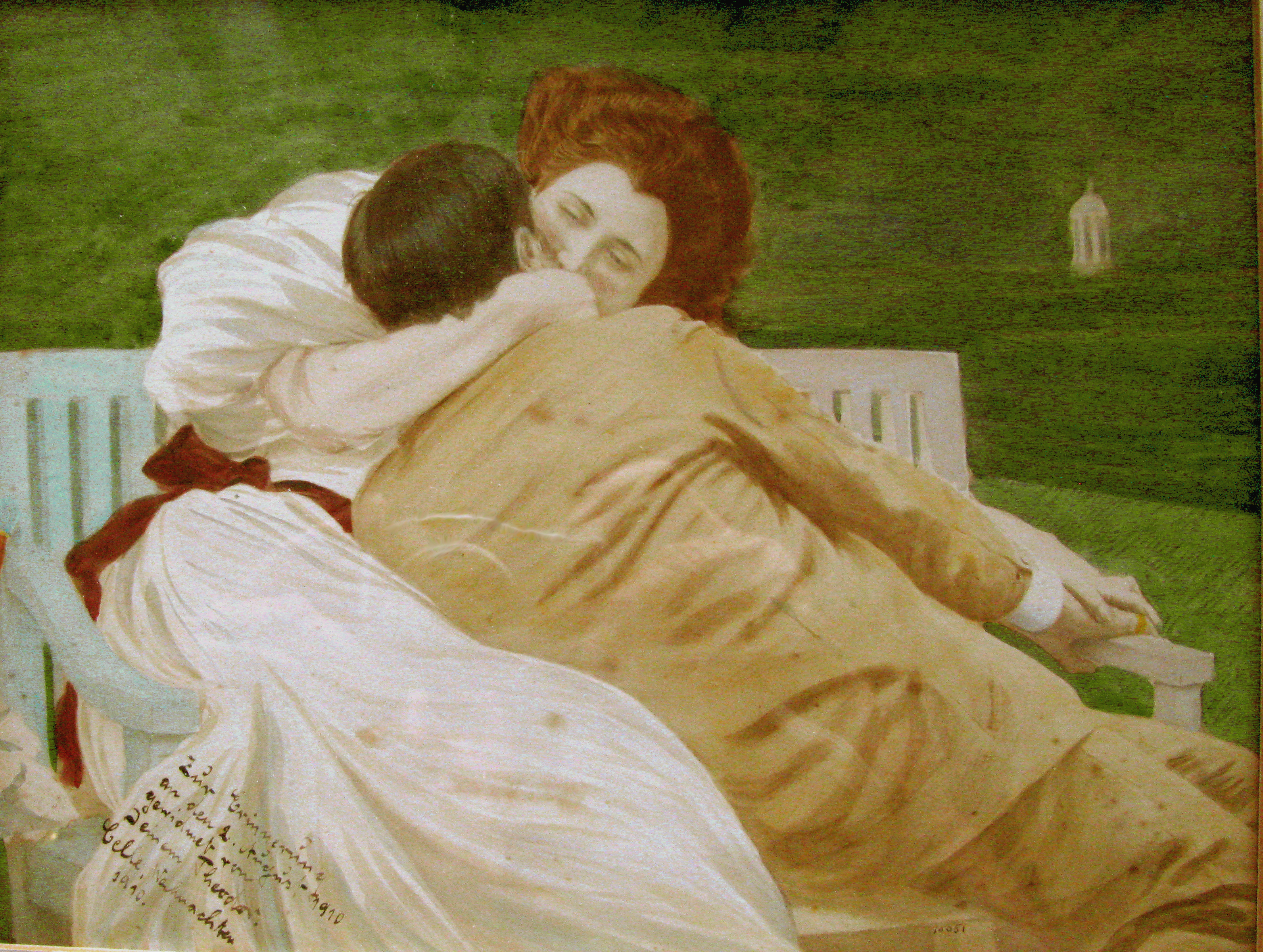
2. August 1910: Theodor Krüger im Schoß seiner späteren Ehefrau Marie Suerburg;
aquarellierte Fotografie im Jugendstil

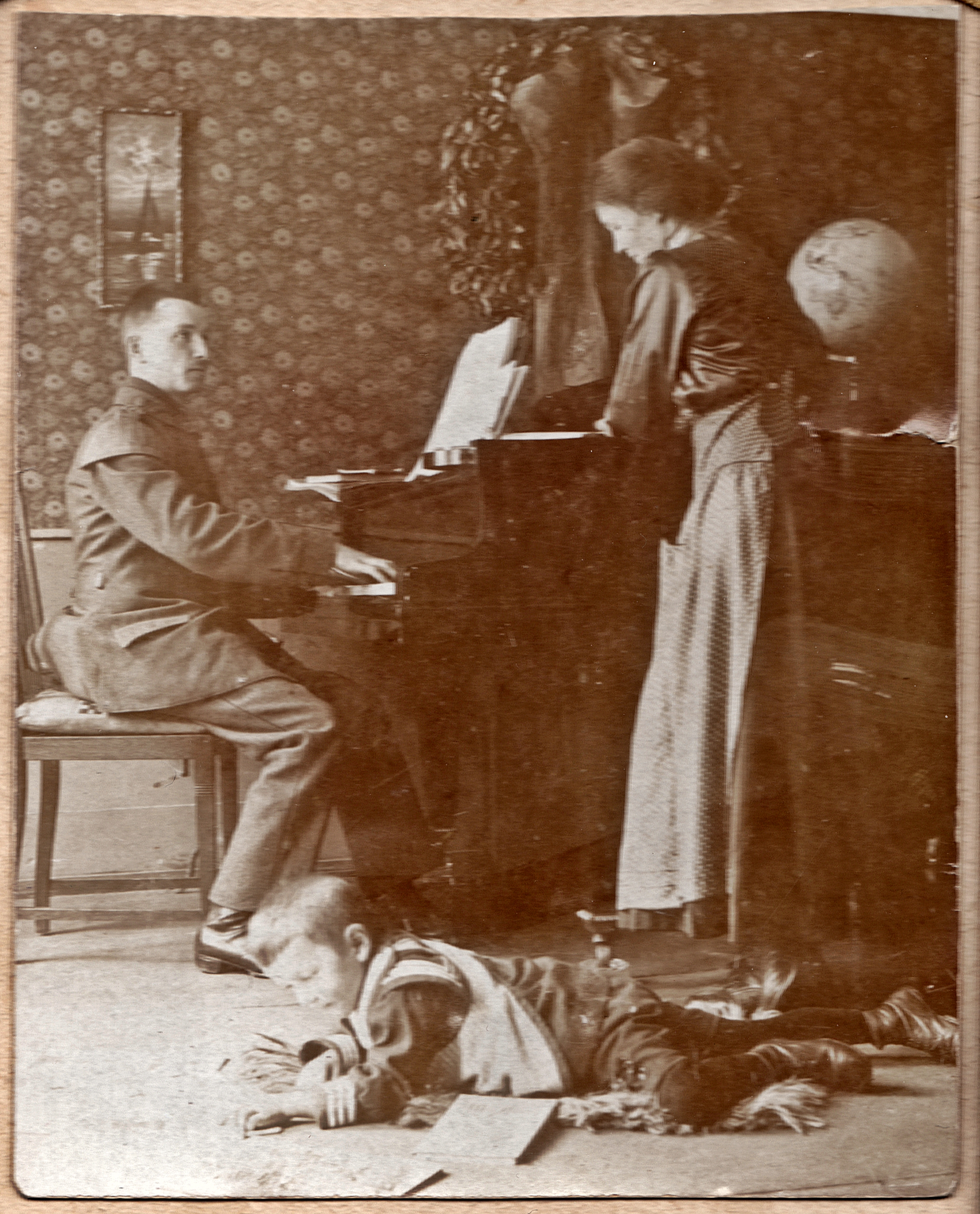
Theodor Krüger am Klavier, mit Ehefrau Marie und Sohn Walter, während des Ersten Weltkriegs (1914)

Theodor Krüger wuchs in Celle auf. Geboren zur Zeit des Deutschen Kaiserreichs, erhielt er im Alter von neun Jahren seinen ersten Musikunterricht durch den Pianisten und Flötisten Friedrich Ferdinand Theodor Bach, der im Celler Infanterie-Regiment Nr. 77 als Musiker in der Militärkapelle diente. Noch während seiner Ausbildung zum Pianisten an der Louis-Krohn-Musikschule in Braunschweig schrieb er erste Kompositionen. 1910 kehrte er nach Celle zurück, wo er weitere Studien in Klavier und Theorie betrieb bei Fritz Reichert sowie bei Heinrich Lutter, mit dem er dann den Verein der Musikfreunde Celle gründete. Seine Qualifikation als Chorleiter erwarb er sich durch ein Gesangsstudium bei dem Konzert- und Oratoriensänger Heinrich Kühlborn.
Ebenfalls 1910, während des Schützenfestes in Celle, lernte Krüger seine spätere Ehefrau Marie Suerburg (* 18. Mai 1891 in Celle; † 2. Februar 1983 in Metzingen) kennen; die beiden heirateten am 14. August 1914. Das Paar hatte zwei Söhne: Walter (* 21. August 1911 in Celle, gefallen 2. Oktober 1941 in Russland) und Hans (* 4. April 1927 in Celle; † 15. Juli 1986 in Metzingen).
Im Ersten Weltkrieg diente er als Soldat, vermutlich in einer Kapelle, mit unbekanntem Einsatzort.
1923 gründete er das Männer-Doppelquartett „Die Acht“. Zeitweilig übernahm Krüger die Leitung der größeren Celler Männer-Chöre: Thalia, Euterpe und zur Zeit des Nationalsozialismus auch den Männergesangsverein Cellensia, welcher Mitglied im Deutschen Sängerbund war. Auch in anderen musikalischen Bereichen wurde Theodor Krüger aktiv: Die Leitung des 1. Celler Handharmonika-Klubs von 1936 übernahm er am 1. Februar 1937.
In seinem Wohnhaus Am Heiligen Kreuz 27 in der Celler Altstadt unterrichtete er Musikschüler in Klavier, Blockflöte und Theorie. Zu seinen Schülern gehörte unter anderem Hermann Alexander Moeck.
Theodor Krüger forschte und unterrichtete über historische Musikinstrumente, vor allem Holzblas- und Saiteninstrumente. Nach dem Zweiten Weltkrieg leitete er unter anderem den Gemischten Chor Wathlingen und den Volkschor Burgdorf. Er verstarb kurz vor seinem 76. Geburtstag. Seine Grabstätte findet sich auf dem Celler Stadtfriedhof. Aus dem Nachlass des Komponisten und Amateur-Fotografen Theodor Krüger wurden unter anderem beispielsweise mehrere Kisten mit Glasplatten-Negativen an das Bomann-Museum in Celle übergeben.

## Werke

### Kompositionen
- Liebkosung (Cajolerie) – Walzer für Pianoforte (Fräulein Marie Surburg in Verehrung gewidmet), Verlag Gries & Schornagel, Hannover, Heft 272.
- Deutscher Glaube, Lied für Gesang und Klavier, 1934; Saxonia Schallplatte als Pliaphon-Selbstschnittfolie (Unikat „nur zum eigenen Gebrauch“), Dresden: Musikverlag Saxonia, Landhausstraße 11, mit Schreiben vom 9. Juni 1934, mit Stempel Deutsche Musik-Premieren-Bühne e.V., Schallplatten-Aufnahme-Abteilung.
- Celle-Lied (Klaviersatz; Text und Weise von Arnold Breling).
- Gondolièra aràbique – Exotisches Poèm für Klavier

### Schriften
- Diverse Schriften in „Der Blockflötenspiegel“ – Arbeitsblätter zur Belebung historischer Instrumente in der Jugend- und Hausmusik. Verlag Hermann Moeck, Celle.
  - Neue Forderungen zur Wiedergabe alter Musik, Jg. 1931, Heft 5, Mai, S. 33–39.
  - Ein alter Meister (J. H. Schein) stellt sich vor, Jg. 1931, Heft 7, Juli, S. 72–75.
  - Einladung zum Arbeitstreffen für Spieler von Blockflöten und anderen historischen Instrumenten auf der Jugendburg Ludwigstein vom 17.-21. Mai 1932, Jg. 1932, Heft 5, Addendum.
  - Die neue Forderung: Faksimile-Drucke alter Meister zum praktischen Gebrauch, Jg. 1932, Heft 2, Februar, S. 17–23.
  - Die Notierung der Tonfarbe, Jg. 1933, Heft 11, S. 21–22.